# Armée nationale wa

L'Armée nationale wa (birman : ဝအမျိုးသားတပ်မတော် ; en anglais : Wa National Army, abrégé en WNA) est un groupe d'insurgés qui opère dans l'État shan, en Birmanie, près de la frontière entre la Birmanie et la Thaïlande. C'est la branche armée de l'Organisation nationale wa (en) (WNO).

## Histoire
La WNA est fondée en même temps que la WNO le 29 juillet 1974, après que le groupe d'origine, un certain Ka Kwe Ye, ait uni ses forces à celles de l'Armée de l'État shan (en) (SSA) et de Lo Hsing Han. Le groupe est dirigé par Mahasang, le fils du dernier sorboir de Vingngun.
En 1977, la WNA rompt ses liens avec la SSA et s'allie au 3e bataillon du Kuomintang opérant près de la frontière entre la Birmanie et la Chine, dirigé par le général Li Wenhuan. En 1983, l'aile politique de la WNA, l'Organisation nationale wa, rejoint officiellement le Front démocratique national (NDF).
Dans les années 1980, la WNA opère dans le nord de l'État shan, près de la frontière entre la Birmanie et la Thaïlande, mais pas dans les zones montagneuses de la région, qui sont sous le contrôle du Parti communiste birman jusqu'en 1989.
En août 1997, la WNA signe un accord de paix avec le gouvernement de la junte militaire.